# Elvis Gregory
Elvis Gregory Gil (* 18. Mai 1971 in Havanna) ist ein ehemaliger kubanischer Florettfechter.

## Erfolge
Elvis Gregory wurde mit der Mannschaft 1991 in Budapest sowie 1995 in Den Haag Weltmeister. Zudem erreichte er mit ihr 1997 in Kapstadt den zweiten und 2001 in Nîmes den dritten Rang. Sein bestes Abschneiden im Einzel gelang ihm 1998 in La Chaux-de-Fonds mit Silber. Bei Panamerikanischen Spielen gewann er mit der Mannschaft 1987 in Indianapolis, 1995 in Mar del Plata und 1999 in Winnipeg jeweils die Goldmedaille. Im Einzel sicherte er sich 1987 und 1999 Silber sowie 1995 Gold.
Gregory nahm dreimal an Olympischen Spielen teil. 1992 in Barcelona erreichte er das Halbfinale der Einzelkonkurrenz. Nach einem Sieg gegen Udo Wagner gewann er Bronze. Mit der Mannschaft zog er ins Finale ein, in dem die kubanische Equipe Deutschland unterlag. Bei den Olympischen Spielen 1996 in Atlanta und bei den 2000 in Sydney wurde er jeweils Neunter im Einzel. Im Mannschaftswettbewerb 1996 sicherte sich Kuba nach einem Sieg gegen Österreich Bronze. 2000 wurde die Mannschaft mit Gregory Siebter.